# NGC 2889
NGC 2889 في الفهرس العام الجديد، هي مجرة، تقع في كوكبة الشجاع. اكتشفت في 19 مارس 1786 بواسطة ويليام هيرشل.

## روابط خارجية
- NGC 2889 على موقع ويكي سكاي: DSS2, SDSS, GALEX, IRAS, Hydrogen α, X-Ray, Astrophoto, Sky Map, Articles and images